# Oghlū
Oghlū (persiska: اوغلی, Ūghlī, اغلو) är en ort i Iran.   Den ligger i provinsen Östazarbaijan, i den nordvästra delen av landet, 500 km nordväst om huvudstaden Teheran. Oghlū ligger 1 455 meter över havet och antalet invånare är 738.
Terrängen runt Oghlū är kuperad åt nordost, men åt sydväst är den platt. Runt Oghlū är det tätbefolkat, med 459 invånare per kvadratkilometer. Närmaste större samhälle är Tabriz, 12,3 km sydost om Oghlū. Trakten runt Oghlū består i huvudsak av gräsmarker.